# Ahmaberg
De Ahmaberg, Zweeds: Ahmalaki, is een berg, een heuvel in het noorden van Zweden op minder dan 15 km ten westen van de grens met Finland. De berg ligt in de gemeente Pajala op het zuiden van de Ahmabergrug en is minder dan 400 meter hoog.